# The Price She Paid
The Price She Paid er en amerikansk stumfilm fra 1917 af Charles Giblyn.

## Medvirkende
- Clara Kimball Young som Mildred Gower
- Louise Beaudet som Mrs. Gower
- Cecil Fletcher som Frank Gower
- Charles Bowser som Presbury
- Snitz Edwards som General Siddall